# 畹町河
畹町河，又称南养河，中华人民共和国与缅甸界河，位于云南省德宏傣族景颇族自治州瑞丽市畹町经济开发区，为瑞丽江的支流之一。畹町河上游称卡将河，发源于缅甸广桂山，在中缅边境棒木广坡接纳中缅界河卫上河（有时也将卫上河视作正源:48），流经芒棒坝、畹町城区、混板坝，在畹町索阳村西南注入瑞丽江，全长30.5千米:25。畹町河河床较窄、弯曲迂回，平均径流12~15立方米/秒，夏秋洪水季最大流量可达80立方米/秒:38，年产水量0.846亿立方米:151，水能蕴藏量2,000千瓦:25。畹町河流域面积175.6平方千米，其中中国境内58.95平方千米:25。
根据1961年中缅《关于两国边界的议定书》，除芒满东南地段畹町河南岸有中国领土外，畹町河大部分为中缅两国界河，沿岸立有86~92号界桩:38。